# César des lycéens
César des lycéens je jedna ze speciálních kategorií francouzské filmové ceny César udělovaná od roku 2019 studenty francouzských lyceí. Porotu tvoří 2000 studentů posledních ročníků středních všeobecných, technických a odborných škol, kteří vybírají mezi filmy nominovanými na Césara pro nejlepší film.

## Vítězové
- 2019: Střídavá péče, režie Xavier Legrand
- 2020: Výjimeční, režie Olivier Nakache a Éric Toledano
- 2021: Sbohem, blbci!, režie Albert Dupontel
- 2022: Severní Marseilles, režie Cédric Jimenez
- 2023: Noc 12., režie Dominik Moll
- 2024: Je verrai toujours vos visages, režie Jeanne Herry